# Dorstenia yangambiensis
Dorstenia yangambiensis là một loài thực vật có hoa trong họ Moraceae. Loài này được J.Léonard mô tả khoa học đầu tiên năm 1949.